# Copa Davis 2024 − Fase classificació
La fase de classificació per la Copa Davis 2024 fou un esdeveniment celebrat els dies 1 i 4 de febrer de 2024 previ a la fase final de la Copa Davis. En aquesta fase es van disputar dotze enfrontaments directes que van permetre als guanyadors accedir a la fase final.

## Equips
24 equips nacionals participen per classificar-se per la fase final en sèries basades en el format local-visitant tradicional de la Copa Davis per omplir les 12 places restants de la fase final. Equips classificats de la següent forma:
- 12 equips no finalistes en les finals anteriors excepte els equips convidats.
- 12 equips guanyadors del Grup Mundial I continentals.

| Equips caps de sèrie 1. Canadà (2) 2. Sèrbia (5) 3. Croàcia (6) 4. Alemanya (8) 5. Països Baixos (9) 6. Txèquia (10) 7. Estats Units (11) 8. Finlàndia (12) 9. França (13) 10. Kazakhstan (14) 11. Suècia (15) 12. Xile (16) | Equips no caps de sèrie - Bèlgica (17) - Corea del Sud (18) - Argentina (19) - Suïssa (21) - Hongria (22) - Eslovàquia (23) - Brasil (25) - Portugal (26) - Israel (31) - Xina Taipei (32) - Perú (34) - Ucraïna (35) |

- Rànquing a 27 de novembre de 2023.

## Resum
| Seu (superfície)                                                   | Equip local       | Resultat | Equip visitant   |
| ------------------------------------------------------------------ | ----------------- | -------- | ---------------- |
| IGA Stadium, Montreal, Canadà (dura interior)                      | Canadà (1)        | 3 − 1    | Corea del Sud    |
| Kraljevo Sports Hall, Kraljevo, Sèrbia (terra batuda interior)     | Sèrbia (2)        | 0 − 4    | Eslovàquia       |
| Varaždin Arena, Varaždin, Croàcia (dura interior)                  | Croàcia (3)       | 1 − 3    | Bèlgica          |
| Multifunctional Arena, Tatabánya, Hongria (dura interior)          | Hongria           | 2 − 3    | Alemanya (4)     |
| MartiniPlaza, Groningen, Països Baixos (dura interior)             | Països Baixos (5) | 3 − 2    | Suïssa           |
| Vitality Slezsko, Třinec, Txèquia (dura interior)                  | Txèquia (6)       | 4 − 0    | Israel           |
| SEB Arena, Vílnius, Ucraïna (dura interior)                        | Ucraïna           | 0 − 4    | Estats Units (7) |
| Gatorade Center, Turku, Finlàndia (dura interior)                  | Finlàndia (8)     | 3 − 1    | Portugal         |
| Taipei Tennis Center, Taipei, República de la Xina (dura interior) | Xina Taipei       | 0 − 4    | França (9)       |
| Jockey Club de Rosario, Rosario, Argentina (terra batuda)          | Argentina         | 3 − 2    | Kazakhstan (10)  |
| Helsingborg Arena, Helsingborg, Suècia (dura interior)             | Suècia (11)       | 1 − 3    | Brasil           |
| Estadio Nacional Julio Martínez Prádanos, Santiago, Xile (dura)    | Xile (12)         | 3 − 2    | Perú             |

## Eliminatòries

### Canadà vs. Corea del Sud
| · Canadà · 3 | IGA Stadium, Montreal, Canadà 2 − 3 de febrer de 2024 Dura interior | IGA Stadium, Montreal, Canadà 2 − 3 de febrer de 2024 Dura interior | · Corea del Sud · 1 |      |     |             |
| \| \| [2] \| \| 1 \| 2 \| 3 \| \| \| - \| ---------------------- \| ---------------------------------------------------------- \| --- \| ---- \| --- \| ----------- \| \| 1 \| Canadà · Corea del Sud \| Gabriel Diallo Kwon Soonwoo \| 6 4 \| 6 4 \| \| \| \| 2 \| Canadà · Corea del Sud \| Vasek Pospisil Hong Seongchan \| 6 4 \| 6 3 \| \| \| \| 3 \| Canadà · Corea del Sud \| Alexis Galarneau / Vasek Pospisil Nam Jisung / Song Minkyu \| 4 6 \| 7 64 \| 3 6 \| \| \| 4 \| Canadà · Corea del Sud \| Gabriel Diallo Hong Seongchan \| 7 5 \| 4 6 \| 6 1 \| \| \| 5 \| Canadà · Corea del Sud \| Vasek Pospisil Kwon Soonwoo \| \| \| \| no disputat \| |                                                                     |                                                                     |                     |      |     |             |
| | [ 2 ]                                                               |                                                                     | 1                   | 2    | 3   |             |
| 1 | Canadà · Corea del Sud                                              | Gabriel Diallo Kwon Soonwoo                                         | 6 4                 | 6 4  |     |             |
| 2 | Canadà · Corea del Sud                                              | Vasek Pospisil Hong Seongchan                                       | 6 4                 | 6 3  |     |             |
| 3 | Canadà · Corea del Sud                                              | Alexis Galarneau / Vasek Pospisil Nam Jisung / Song Minkyu          | 4 6                 | 7 64 | 3 6 |             |
| 4 | Canadà · Corea del Sud                                              | Gabriel Diallo Hong Seongchan                                       | 7 5                 | 4 6  | 6 1 |             |
| 5 | Canadà · Corea del Sud                                              | Vasek Pospisil Kwon Soonwoo                                         |                     |      |     | no disputat |

### Sèrbia vs. Eslovàquia
| · Sèrbia · 0 | Kraljevo Sports Hall, Kraljevo, Sèrbia 2 − 3 de febrer de 2024 Terra batuda interior | Kraljevo Sports Hall, Kraljevo, Sèrbia 2 − 3 de febrer de 2024 Terra batuda interior | · Eslovàquia · 4 |     |     |             |
| \| \| [3] \| \| 1 \| 2 \| 3 \| \| \| - \| ------------------- \| ----------------------------------------------------------- \| ---- \| --- \| --- \| ----------- \| \| 1 \| Sèrbia · Eslovàquia \| Miomir Kecmanovic Lukas Klein \| 62 7 \| 2 6 \| \| \| \| 2 \| Sèrbia · Eslovàquia \| Dusan Lajovic Alex Molcan \| 6 4 \| 2 6 \| 0 6 \| \| \| 3 \| Sèrbia · Eslovàquia \| Nikola Cacic / Miomir Kecmanovic Lukas Klein / Igor Zelenay \| 64 7 \| 3 6 \| \| \| \| 4 \| Sèrbia · Eslovàquia \| Laslo Đere Lukas Pokorny \| 3 4 \| \| \| retirada \| \| 5 \| Sèrbia · Eslovàquia \| Dusan Lajovic Lukas Klein \| \| \| \| no disputat \| |                                                                                      |                                                                                      |                  |     |     |             |
| | [ 3 ]                                                                                |                                                                                      | 1                | 2   | 3   |             |
| 1 | Sèrbia · Eslovàquia                                                                  | Miomir Kecmanovic Lukas Klein                                                        | 62 7             | 2 6 |     |             |
| 2 | Sèrbia · Eslovàquia                                                                  | Dusan Lajovic Alex Molcan                                                            | 6 4              | 2 6 | 0 6 |             |
| 3 | Sèrbia · Eslovàquia                                                                  | Nikola Cacic / Miomir Kecmanovic Lukas Klein / Igor Zelenay                          | 64 7             | 3 6 |     |             |
| 4 | Sèrbia · Eslovàquia                                                                  | Laslo Đere Lukas Pokorny                                                             | 3 4              |     |     | retirada    |
| 5 | Sèrbia · Eslovàquia                                                                  | Dusan Lajovic Lukas Klein                                                            |                  |     |     | no disputat |

### Croàcia vs. Bèlgica
| · Croàcia · 1 | Varaždin Arena, Varaždin, Croàcia 3 − 4 de febrer de 2024 Dura interior | Varaždin Arena, Varaždin, Croàcia 3 − 4 de febrer de 2024 Dura interior | · Bèlgica · 3 |     |      |             |
| \| \| [4] \| \| 1 \| 2 \| 3 \| \| \| - \| ----------------- \| ---------------------------------------------------- \| --- \| --- \| ---- \| ----------- \| \| 1 \| Croàcia · Bèlgica \| Marin Čilić Zizou Bergs \| 4 6 \| 6 4 \| 4 6 \| \| \| 2 \| Croàcia · Bèlgica \| Duje Ajdukovic Joris de Loore \| 6 1 \| 6 4 \| \| \| \| 3 \| Croàcia · Bèlgica \| Ivan Dodig / Mate Pavić Sander Gille / Joran Vliegen \| 6 2 \| 3 6 \| 64 7 \| \| \| 4 \| Croàcia · Bèlgica \| Duje Ajdukovic Zizou Bergs \| 1 6 \| 5 7 \| \| \| \| 5 \| Croàcia · Bèlgica \| Marin Čilić Joris de Loore \| \| \| \| no disputat \| |                                                                         |                                                                         |               |     |      |             |
| | [ 4 ]                                                                   |                                                                         | 1             | 2   | 3    |             |
| 1 | Croàcia · Bèlgica                                                       | Marin Čilić Zizou Bergs                                                 | 4 6           | 6 4 | 4 6  |             |
| 2 | Croàcia · Bèlgica                                                       | Duje Ajdukovic Joris de Loore                                           | 6 1           | 6 4 |      |             |
| 3 | Croàcia · Bèlgica                                                       | Ivan Dodig / Mate Pavić Sander Gille / Joran Vliegen                    | 6 2           | 3 6 | 64 7 |             |
| 4 | Croàcia · Bèlgica                                                       | Duje Ajdukovic Zizou Bergs                                              | 1 6           | 5 7 |      |             |
| 5 | Croàcia · Bèlgica                                                       | Marin Čilić Joris de Loore                                              |               |     |      | no disputat |

### Hongria vs. Alemanya
| · Hongria · 2 | Multifunctional Arena, Tatabánya, Hongria 2 − 3 de febrer de 2024 Dura interior | Multifunctional Arena, Tatabánya, Hongria 2 − 3 de febrer de 2024 Dura interior | · Alemanya · 3 |      |   |  |
| \| \| [5] \| \| 1 \| 2 \| 3 \| \| \| - \| ------------------ \| -------------------------------------------------------- \| ---- \| ---- \| - \| \| \| 1 \| Hongria · Alemanya \| Fabian Marozsan Dominik Köpfer \| 2 6 \| 64 7 \| \| \| \| 2 \| Hongria · Alemanya \| Marton Fucsovics Jan-Lennard Struff \| 6 3 \| 7 5 \| \| \| \| 3 \| Hongria · Alemanya \| Fabian Marozsan / Mate Valkusz Kevin Krawietz / Tim Pütz \| 3 6 \| 63 7 \| \| \| \| 4 \| Hongria · Alemanya \| Mate Valkusz Jan-Lennard Struff \| 3 6 \| 2 6 \| \| \| \| 5 \| Hongria · Alemanya \| Zsombor Piros Kevin Krawietz \| 7 62 \| 6 3 \| \| \| |                                                                                 |                                                                                 |                |      |   |  |
| | [ 5 ]                                                                           |                                                                                 | 1              | 2    | 3 |  |
| 1 | Hongria · Alemanya                                                              | Fabian Marozsan Dominik Köpfer                                                  | 2 6            | 64 7 |   |  |
| 2 | Hongria · Alemanya                                                              | Marton Fucsovics Jan-Lennard Struff                                             | 6 3            | 7 5  |   |  |
| 3 | Hongria · Alemanya                                                              | Fabian Marozsan / Mate Valkusz Kevin Krawietz / Tim Pütz                        | 3 6            | 63 7 |   |  |
| 4 | Hongria · Alemanya                                                              | Mate Valkusz Jan-Lennard Struff                                                 | 3 6            | 2 6  |   |  |
| 5 | Hongria · Alemanya                                                              | Zsombor Piros Kevin Krawietz                                                    | 7 62           | 6 3  |   |  |

### Països Baixos vs. Suïssa
| · Països Baixos · 3 | MartiniPlaza, Groningen, Països Baixos 2 − 3 de febrer de 2024 Dura interior | MartiniPlaza, Groningen, Països Baixos 2 − 3 de febrer de 2024 Dura interior | · Suïssa · 2 |      |     |  |
| \| \| [6] \| \| 1 \| 2 \| 3 \| \| \| - \| ---------------------- \| --------------------------------------------------------------------- \| ---- \| ---- \| --- \| \| \| 1 \| Països Baixos · Suïssa \| Tallon Griekspoor Marc-Andrea Hüsler \| 7 63 \| 7 63 \| \| \| \| 2 \| Països Baixos · Suïssa \| Botic Van de Zandschulp Leandro Riedi \| 4 6 \| 63 7 \| \| \| \| 3 \| Països Baixos · Suïssa \| Wesley Koolhof / Jean-Julien Rojer Marc-Andrea Hüsler / Leandro Riedi \| 65 7 \| 62 7 \| \| \| \| 4 \| Països Baixos · Suïssa \| Tallon Griekspoor Leandro Riedi \| 7 6 \| 7 63 \| \| \| \| 5 \| Països Baixos · Suïssa \| Botic Van de Zandschulp Marc-Andrea Hüsler \| 5 7 \| 7 65 \| 6 3 \| \| |                                                                              |                                                                              |              |      |     |  |
| | [ 6 ]                                                                        |                                                                              | 1            | 2    | 3   |  |
| 1 | Països Baixos · Suïssa                                                       | Tallon Griekspoor Marc-Andrea Hüsler                                         | 7 63         | 7 63 |     |  |
| 2 | Països Baixos · Suïssa                                                       | Botic Van de Zandschulp Leandro Riedi                                        | 4 6          | 63 7 |     |  |
| 3 | Països Baixos · Suïssa                                                       | Wesley Koolhof / Jean-Julien Rojer Marc-Andrea Hüsler / Leandro Riedi        | 65 7         | 62 7 |     |  |
| 4 | Països Baixos · Suïssa                                                       | Tallon Griekspoor Leandro Riedi                                              | 7 6          | 7 63 |     |  |
| 5 | Països Baixos · Suïssa                                                       | Botic Van de Zandschulp Marc-Andrea Hüsler                                   | 5 7          | 7 65 | 6 3 |  |

### Txèquia vs. Israel
| · Txèquia · 4 | Vitality Slezsko, Třinec, Txèquia 3 − 4 de febrer de 2024 Dura interior | Vitality Slezsko, Třinec, Txèquia 3 − 4 de febrer de 2024 Dura interior | · Israel · 0 |      |          |             |
| \| \| [7] \| \| 1 \| 2 \| 3 \| \| \| - \| ---------------- \| ----------------------------------------------------------- \| --- \| ---- \| -------- \| ----------- \| \| 1 \| Txèquia · Israel \| Jakub Mensik Yshai Oliel \| 6 1 \| 7 64 \| \| \| \| 2 \| Txèquia · Israel \| Jiri Lehecka Daniel Cukierman \| 6 1 \| 7 62 \| \| \| \| 3 \| Txèquia · Israel \| Tomas Machac / Adam Pavlásek Daniel Cukierman / Edan Leshem \| 4 1 \| \| \| retirada \| \| 4 \| Txèquia · Israel \| Vit Kopriva Orel Kimhi \| 3 6 \| 6 3 \| [11] [9] \| \| \| 5 \| Txèquia · Israel \| Jakub Mensik Daniel Cukierman \| \| \| \| no disputat \| |                                                                         |                                                                         |              |      |          |             |
| | [ 7 ]                                                                   |                                                                         | 1            | 2    | 3        |             |
| 1 | Txèquia · Israel                                                        | Jakub Mensik Yshai Oliel                                                | 6 1          | 7 64 |          |             |
| 2 | Txèquia · Israel                                                        | Jiri Lehecka Daniel Cukierman                                           | 6 1          | 7 62 |          |             |
| 3 | Txèquia · Israel                                                        | Tomas Machac / Adam Pavlásek Daniel Cukierman / Edan Leshem             | 4 1          |      |          | retirada    |
| 4 | Txèquia · Israel                                                        | Vit Kopriva Orel Kimhi                                                  | 3 6          | 6 3  | [11] [9] |             |
| 5 | Txèquia · Israel                                                        | Jakub Mensik Daniel Cukierman                                           |              |      |          | no disputat |

### Ucraïna vs. Estats Units
| · Ucraïna · 0 | SEB Arena, Vílnius, Ucraïna 1 − 2 de febrer de 2024 Dura interior | SEB Arena, Vílnius, Ucraïna 1 − 2 de febrer de 2024 Dura interior | · Estats Units · 4 |      |     |             |
| \| \| [8] \| \| 1 \| 2 \| 3 \| \| \| - \| ---------------------- \| ---------------------------------------------------------------- \| --- \| ---- \| --- \| ----------- \| \| 1 \| Ucraïna · Estats Units \| Oleksii Krutykh Sebastian Korda \| 3 6 \| 7 63 \| 4 6 \| \| \| 2 \| Ucraïna · Estats Units \| Viacheslav Bielinskyi Christopher Eubanks \| 3 6 \| 2 6 \| \| \| \| 3 \| Ucraïna · Estats Units \| Illya Beloborodko / Oleksii Krutykh Austin Krajicek / Rajeev Ram \| 3 6 \| 6 4 \| 3 6 \| \| \| 4 \| Ucraïna · Estats Units \| Vladyslav Orlov Taylor Fritz \| 3 6 \| 4 6 \| \| \| \| 5 \| Ucraïna · Estats Units \| Viacheslav Bielinskyi Sebastian Korda \| \| \| \| no disputat \| |                                                                   |                                                                   |                    |      |     |             |
| | [ 8 ]                                                             |                                                                   | 1                  | 2    | 3   |             |
| 1 | Ucraïna · Estats Units                                            | Oleksii Krutykh Sebastian Korda                                   | 3 6                | 7 63 | 4 6 |             |
| 2 | Ucraïna · Estats Units                                            | Viacheslav Bielinskyi Christopher Eubanks                         | 3 6                | 2 6  |     |             |
| 3 | Ucraïna · Estats Units                                            | Illya Beloborodko / Oleksii Krutykh Austin Krajicek / Rajeev Ram  | 3 6                | 6 4  | 3 6 |             |
| 4 | Ucraïna · Estats Units                                            | Vladyslav Orlov Taylor Fritz                                      | 3 6                | 4 6  |     |             |
| 5 | Ucraïna · Estats Units                                            | Viacheslav Bielinskyi Sebastian Korda                             |                    |      |     | no disputat |

### Finlàndia vs. Portugal
| · Finlàndia · 3 | Gatorade Center, Turku, Finlàndia 2 − 3 de febrer de 2024 Dura interior | Gatorade Center, Turku, Finlàndia 2 − 3 de febrer de 2024 Dura interior | · Portugal · 1 |     |   |  |
| \| \| [9] \| \| 1 \| 2 \| 3 \| \| \| - \| -------------------- \| ----------------------------------------------------------------- \| --- \| --- \| - \| \| \| 1 \| Finlàndia · Portugal \| Otto Virtanen Nuno Borges \| 6 2 \| 6 1 \| \| \| \| 2 \| Finlàndia · Portugal \| Emil Ruusuvuori Joao Sousa \| 6 2 \| 6 3 \| \| \| \| 3 \| Finlàndia · Portugal \| Harri Heliovaara / Emil Ruusuvuori Nuno Borges / Francisco Cabral \| 6 4 \| 7 6 \| \| \| \| 4 \| Finlàndia · Portugal \| Eero Vara Henrique Rocha \| 4 6 \| 5 7 \| \| \| \| 5 \| Finlàndia · Portugal \| \| \| \| \| \| |                                                                         |                                                                         |                |     |   |  |
| | [ 9 ]                                                                   |                                                                         | 1              | 2   | 3 |  |
| 1 | Finlàndia · Portugal                                                    | Otto Virtanen Nuno Borges                                               | 6 2            | 6 1 |   |  |
| 2 | Finlàndia · Portugal                                                    | Emil Ruusuvuori Joao Sousa                                              | 6 2            | 6 3 |   |  |
| 3 | Finlàndia · Portugal                                                    | Harri Heliovaara / Emil Ruusuvuori Nuno Borges / Francisco Cabral       | 6 4            | 7 6 |   |  |
| 4 | Finlàndia · Portugal                                                    | Eero Vara Henrique Rocha                                                | 4 6            | 5 7 |   |  |
| 5 | Finlàndia · Portugal                                                    |                                                                         |                |     |   |  |

### República de la Xina vs. França
| · República de la Xina · 0 | Taipei Tennis Center, Taipei, República de la Xina 3 − 4 de febrer de 2024 Dura interior | Taipei Tennis Center, Taipei, República de la Xina 3 − 4 de febrer de 2024 Dura interior | · França · 4 |      |      |             |
| \| \| [10] \| \| 1 \| 2 \| 3 \| \| \| - \| ----------------------------- \| ---------------------------------------------------------------- \| --- \| ---- \| ---- \| ----------- \| \| 1 \| República de la Xina · França \| Hsu Yu Hsiou Luca van Assche \| 4 6 \| 4 6 \| \| \| \| 2 \| República de la Xina · França \| Wu Tung-Lin Adrian Mannarino \| 3 6 \| 5 7 \| \| \| \| 3 \| República de la Xina · França \| Hsu Yu Hsiou / Jung Jason Nicolas Mahut / Édouard Roger-Vasselin \| 6 3 \| 2 6 \| 61 7 \| \| \| 4 \| República de la Xina · França \| Tseng Chun Hsin Quentin Halys \| 3 6 \| 63 7 \| \| \| \| 5 \| República de la Xina · França \| Wu Tung-Lin Luca van Assche \| \| \| \| no disputat \| |                                                                                          |                                                                                          |              |      |      |             |
| | [ 10 ]                                                                                   |                                                                                          | 1            | 2    | 3    |             |
| 1 | República de la Xina · França                                                            | Hsu Yu Hsiou Luca van Assche                                                             | 4 6          | 4 6  |      |             |
| 2 | República de la Xina · França                                                            | Wu Tung-Lin Adrian Mannarino                                                             | 3 6          | 5 7  |      |             |
| 3 | República de la Xina · França                                                            | Hsu Yu Hsiou / Jung Jason Nicolas Mahut / Édouard Roger-Vasselin                         | 6 3          | 2 6  | 61 7 |             |
| 4 | República de la Xina · França                                                            | Tseng Chun Hsin Quentin Halys                                                            | 3 6          | 63 7 |      |             |
| 5 | República de la Xina · França                                                            | Wu Tung-Lin Luca van Assche                                                              |              |      |      | no disputat |

### Argentina vs. Kazakhstan
| · Argentina · 3 | Jockey Club de Rosario, Rosario, Argentina 3 − 4 de febrer de 2024 Terra batuda | Jockey Club de Rosario, Rosario, Argentina 3 − 4 de febrer de 2024 Terra batuda | · Kazakhstan · 2 |     |     |  |
| \| \| [11] \| \| 1 \| 2 \| 3 \| \| \| - \| ---------------------- \| -------------------------------------------------------------------- \| ---- \| --- \| --- \| \| \| 1 \| Argentina · Kazakhstan \| Francisco Cerundolo Dmitry Popko \| 7 5 \| 6 2 \| \| \| \| 2 \| Argentina · Kazakhstan \| Tomas Martin Etcheverry Timofei Skatov \| 4 6 \| 5 7 \| \| \| \| 3 \| Argentina · Kazakhstan \| Máximo González / Andrés Molteni Aleksandr Nedovyesov / Dmitry Popko \| 63 7 \| 6 4 \| 6 0 \| \| \| 4 \| Argentina · Kazakhstan \| Francisco Cerundolo Timofei Skatov \| 61 6 \| 4 7 \| \| \| \| 5 \| Argentina · Kazakhstan \| Sebastian Baez Dmitry Popko \| 6 4 \| 3 6 \| 7 6 \| \| |                                                                                 |                                                                                 |                  |     |     |  |
| | [ 11 ]                                                                          |                                                                                 | 1                | 2   | 3   |  |
| 1 | Argentina · Kazakhstan                                                          | Francisco Cerundolo Dmitry Popko                                                | 7 5              | 6 2 |     |  |
| 2 | Argentina · Kazakhstan                                                          | Tomas Martin Etcheverry Timofei Skatov                                          | 4 6              | 5 7 |     |  |
| 3 | Argentina · Kazakhstan                                                          | Máximo González / Andrés Molteni Aleksandr Nedovyesov / Dmitry Popko            | 63 7             | 6 4 | 6 0 |  |
| 4 | Argentina · Kazakhstan                                                          | Francisco Cerundolo Timofei Skatov                                              | 61 6             | 4 7 |     |  |
| 5 | Argentina · Kazakhstan                                                          | Sebastian Baez Dmitry Popko                                                     | 6 4              | 3 6 | 7 6 |  |

### Suècia vs. Brasil
| · Suècia · 1 | Helsingborg Arena, Helsingborg, Suècia 2 − 3 de febrer de 2024 Dura interior | Helsingborg Arena, Helsingborg, Suècia 2 − 3 de febrer de 2024 Dura interior | · Brasil · 3 |      |     |             |
| \| \| [12] \| \| 1 \| 2 \| 3 \| \| \| - \| --------------- \| -------------------------------------------------------------- \| --- \| ---- \| --- \| ----------- \| \| 1 \| Suècia · Brasil \| Karl Friberg Thiago Monteiro \| 3 6 \| 65 7 \| \| \| \| 2 \| Suècia · Brasil \| Elias Ymer Gustavo Heide \| 4 6 \| 6 1 \| 6 3 \| \| \| 3 \| Suècia · Brasil \| Filip Bergevi / Andre Goransson Rafael Matos / Felipe Meligeni \| 2 6 \| 5 7 \| \| \| \| 4 \| Suècia · Brasil \| Elias Ymer Thiago Monteiro \| 6 4 \| 4 6 \| 2 6 \| \| \| 5 \| Suècia · Brasil \| Karl Friberg Gustavo Heide \| \| \| \| no disputat \| |                                                                              |                                                                              |              |      |     |             |
| | [ 12 ]                                                                       |                                                                              | 1            | 2    | 3   |             |
| 1 | Suècia · Brasil                                                              | Karl Friberg Thiago Monteiro                                                 | 3 6          | 65 7 |     |             |
| 2 | Suècia · Brasil                                                              | Elias Ymer Gustavo Heide                                                     | 4 6          | 6 1  | 6 3 |             |
| 3 | Suècia · Brasil                                                              | Filip Bergevi / Andre Goransson Rafael Matos / Felipe Meligeni               | 2 6          | 5 7  |     |             |
| 4 | Suècia · Brasil                                                              | Elias Ymer Thiago Monteiro                                                   | 6 4          | 4 6  | 2 6 |             |
| 5 | Suècia · Brasil                                                              | Karl Friberg Gustavo Heide                                                   |              |      |     | no disputat |

### Xile vs. Perú
| · Xile · 3 | Estadio Nacional Julio Martínez Prádanos, Santiago, Xile 3 − 4 de febrer de 2024 Dura interior | Estadio Nacional Julio Martínez Prádanos, Santiago, Xile 3 − 4 de febrer de 2024 Dura interior  | · Perú · 2 |     |     |  |
| \| \| [13] \| \| 1 \| 2 \| 3 \| \| \| - \| ----------- \| ----------------------------------------------------------------------------------------------- \| --- \| --- \| --- \| \| \| 1 \| Xile · Perú \| Alejandro Tabilo Juan Pablo Varillas \| 4 6 \| 6 2 \| 6 1 \| \| \| 2 \| Xile · Perú \| Nicolás Jarry Ignacio Buse \| 2 6 \| 6 2 \| 3 6 \| \| \| 3 \| Xile · Perú \| Marcelo Tomas Barrios Vera / Alejandro Tabilo Arklon Huertas del Pino / Conner Huertas del Pino \| 5 7 \| 3 6 \| \| \| \| 4 \| Xile · Perú \| Nicolás Jarry Juan Pablo Varillas \| 6 2 \| 6 4 \| \| \| \| 5 \| Xile · Perú \| Alejandro Tabilo Ignacio Buse \| 2 6 \| 6 3 \| 6 2 \| \| |                                                                                                |                                                                                                 |            |     |     |  |
| | [ 13 ]                                                                                         |                                                                                                 | 1          | 2   | 3   |  |
| 1 | Xile · Perú                                                                                    | Alejandro Tabilo Juan Pablo Varillas                                                            | 4 6        | 6 2 | 6 1 |  |
| 2 | Xile · Perú                                                                                    | Nicolás Jarry Ignacio Buse                                                                      | 2 6        | 6 2 | 3 6 |  |
| 3 | Xile · Perú                                                                                    | Marcelo Tomas Barrios Vera / Alejandro Tabilo Arklon Huertas del Pino / Conner Huertas del Pino | 5 7        | 3 6 |     |  |
| 4 | Xile · Perú                                                                                    | Nicolás Jarry Juan Pablo Varillas                                                               | 6 2        | 6 4 |     |  |
| 5 | Xile · Perú                                                                                    | Alejandro Tabilo Ignacio Buse                                                                   | 2 6        | 6 3 | 6 2 |  |